# Lonchophylla orienticollina
Lonchophylla orienticollina är en relativt nyupptäckt däggdjursart som 2008 beskrev av Liliana M. Davalos och Angelique Corthals, 2008 Arten ingår i släktet Lonchophylla, och fladdermusfamiljen bladnäsor.
Arten är endemisk i östra Anderna, i Venezuela, Colombia och Ecuador. Lonchophylla orienticollina förväxlas lätt med L. robusta. Artbestämningen kräver därför noggrann mätning av bland annat kraniet.